# يوري بريزكين
يوري بريزكين (مواليد 29 أكتوبر 1961) هو سبّاح من الاتحاد السوفيتي، مثّل بلاده في الألعاب الأولمبية الصيفية 1980.

## روابط خارجية
يوري بريزكين على موقع الاتحاد الدولي للسباحة (الإنجليزية)
- يوري بريزكين على موقع أوليمبيديا (الإنجليزية)